# Stelling, Kent
Stelling var en civil parish fram till 1968 då den blev en del av Stelling Minnis, i grevskapet Kent, i England. Civil parish var belägen 10 km från Canterbury och hade 230 invånare år 1961. Byn nämndes i Domedagsboken (Domesday Book) år 1086, och kallades då Stellinges.